# Canthidium basale
Canthidium basale är en skalbaggsart som beskrevs av Edgar von Harold 1867. Canthidium basale ingår i släktet Canthidium och familjen bladhorningar. Inga underarter finns listade.